# Cserépváralja
Cserépváralja ist eine ungarische Gemeinde im Kreis Mezőkövesd im Komitat Borsod-Abaúj-Zemplén.

## Geografische Lage
Cserépváralja liegt in Nordungarn, gut 25 Kilometer südwestlich des Komitatssitzes Miskolc und 14 Kilometer nördlich der Kreisstadt Mezőkövesd. Nachbargemeinden sind Cserepfalu und Tard.

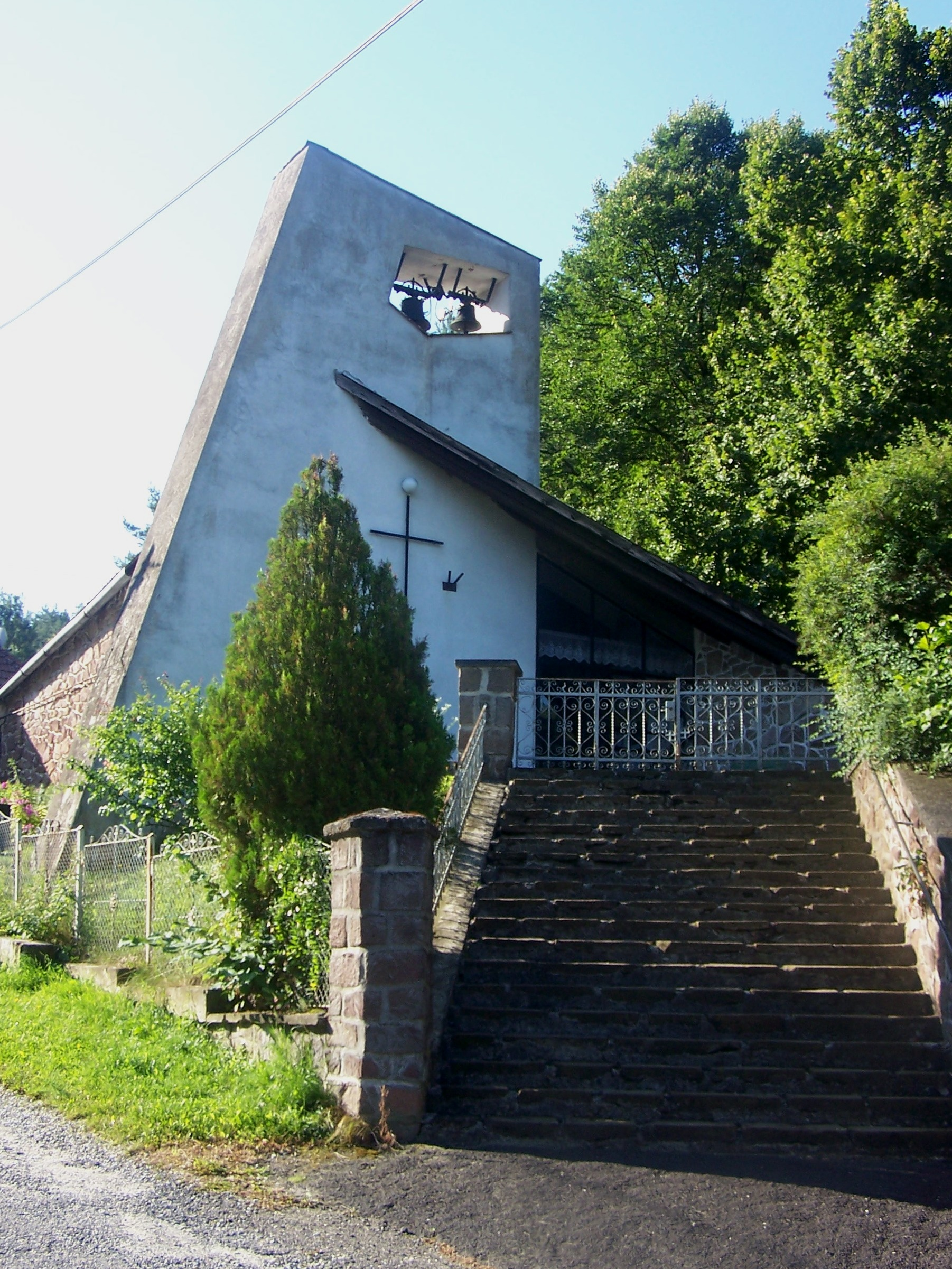
Röm.-kath. Kirche Munkás Szent József, erbaut 1961

## Verkehr
Durch Cserépváralja verläuft die Nebenstraße Nr. 25113. Der nächstgelegene Bahnhof befindet sich südöstlich in Mezőkeresztes-Mezőnyárád.